# Oscar and the Wolf
Oscar and the Wolf is een Belgische electropopact rond frontman Max Colombie. De band kreeg internationale bekendheid dankzij het debuutalbum Entity, dat uitkwam in april 2014. Het album kreeg dubbel platina in België en bevat bekende singles Princes en Strange Entity. In 2022 kreeg hij de eer om het nummer te maken voor het WK 2022 voor de rode duivels.

## Geschiedenis

### 2010-2016: Debuut & Entity
Oscar and the Wolf werd opgericht in 2010 rond frontman Max Colombie. Colombie werd eerder al bekend door zijn deelname aan de voorrondes van Eurosong for Kids in 2005. De band bracht twee ep's uit bij platenlabel [PIAS], en kreeg wat airplay in 2013 met Orange Sky, maar maakte pas echt furore toen in april 2014 het debuutplaat Entity uitkwam, die ook een duidelijke verandering in sound betekende. Onder andere doorbraakhit Princes staat op dit album, maar ook de nummers Undress en Strange Entity. Het album werd door Cutting Edge het beste Belgische debuut van 2014 genoemd.
Oscar and the Wolf sleepte zes nominaties in de wacht voor de MIA's van 2014. Ze wonnen de MIA's voor beste doorbraak, beste album en alternative. Eerder werden ze ook acht keer genomineerd voor een Red Bull Elektropedia Award in de categorieën Artist of the Year, Best Album (Entity), Best Song (Princes en Strange Entity), Best Live Act, Best Video (Princes) en Breakthrough Artist, en voor de Marc Meulemans Award (beste artwork). Ze wonnen in de categorieën Best Album en Breakthrough Artist, eindigde tweede in de categorieën Artist of the Year en Best Song (Princes), en derde in de categorie Best Live Act.
In 2015 werd voor de film Black de single Back to Black uitgebracht, een cover van het nummer van Amy Winehouse en een duet met Tsar B (alias van Justine Bourgeus van School is Cool). In 2016 volgde een nieuwe single The Game. Niet veel later sloot hij in augustus Pukkelpop 2016 af na LCD Soundsystem en Bring Me the Horizon.

### 2017-2020: Infinity
Zijn tweede plaat Infinity  kwam uit op 29 september 2017. De eerste singles So Real en Breathing werden in mei en juni uitgebracht. Die laatste single haalde een top 10 notering in de Ultratop 50, en behaalde goud. In september volgde Runaway. In de zomer van 2017 stond hij op Rock Werchter, Tomorrowland, Down the Rabbit Hole en de Lokerse feesten. In oktober 2017 volgden twee shows in het Sportpaleis op 27 en 28 oktober. Daarna volgden nog concerten voor de Infinity Tour in Londen, Parijs, Amsterdam, Keulen en Berlijn.
Oscar and the Wolf was zes keer genomineerd voor de MIA's van 2017. De groep won de prijs voor beste live-act, beste pop en beste solo-man. Ook trad de band op met de single Runaway. In september 2018 bracht de groep een single uit genaamd On Fire, deze single staat niet op het laatste album. Later in oktober van 2018 gaf Oscar and the wolf na diverse shows op Werchter Boutique en Pukkelpop nog twee concerten in het Sportpaleis (Antwerpen). In juli 2019 stonden Colombie met zijn band  twee weekenden op Tomorrowland. Het tweede concert droeg hij op aan zijn pas overleden neef. In augustus 2019 was de groep de afsluiter van het 10-daagse Lokerse Feesten. Ook was het hun laatste show op Belgische bodem, voor het derde album. Hierbij kondigde hij een sabbatperiode aan van 1 à 2 jaar. In 2020 liet Colombie via Instagram weten dat hij volop aan het derde album aan het werken was.

### 2021-2022: The Shimmer & Warrior
Eind maart 2021 liet Max weten dat er nieuwe muziek aankomt. Op 1 april verscheen zijn nieuwe single 'James'. De single is vernoemd naar het zoontje van zijn overleden neef. Vervolgens kwamen de singles 'Oliver' en 'Livestream' uit. Op 22 oktober 2021 kwam het derde studioalbum van Oscar and the Wolf uit: The Shimmer. De data voor de The Shimmer Tour werden ingepland doorheen 2022. Op 18 mei 2022 kwam de ep Afterglow uit. Colombie noemt het: "een ep met een collectie persoonlijkere nummers die in zijn hoofd bleven rondspoken na het afronden van The Shimmer."
Op 17 juni 2022 sloeg het noodlot toe en werden alle komende tourdata afgelast wegens mentale problemen bij de frontman. Na een paar maanden radiostilte kwam de comeback op Pukkelpop 2022. Daar speelde hij voor het eerst ook zijn toen nog niet uitgekomen single 'Warrior'. Op 16 september 2022 kwam deze laatste uit. Het nummer werd het nationaal WK-nummer en behaalde in een mum van tijd goud. De The Shimmer Tour kwam in november 2022 tot een einde. Colombie liet al eerder weten dat hij na het afronden van de tournee meteen terug de studio in wilde.

### 2024-heden: TASTE
Op 21 januari 2024 plaatste Max - na het verwijderen van al zijn  vorige berichten - op Instagram een compilatie video's waarin te zien was hoe hij uitbundig alcohol consumeerde. Door de loop van een tiental dagen, werden nog enkele berichten van deze aard geplaatst die zorgden voor veel speculatie en zorgen bij fans en in de media. Op donderdag 1 februari 2024, was Colombie samen met zijn moeder, Lucile Fol, te zien op het VTM Nieuws, waar hij uitlegde dat deze video's van 2022 dateerden en dat hij ze doelbewust had geplaatst om de conversatie in verband met het gebruik van drank en drugs open te stellen. "De meest effectieve manier voor mij om de moeilijke dingen te begrijpen, is door het schrijven van verhalen en songs", aldus Colombie op Instagram. Hierop werd zijn nieuwe single Angel Face aangekondigd, die op 2 februari 2024 uitkwam onder Sony Music waar hij recent bij had getekend.
Enkele maanden later kwamen ook de singles Somebody Without U en Oh Boy uit.
Op 6 september 2024 is het dan eindelijk zo ver. Colombie kondigt via Instagram zijn langverwachte 4de plaat aan. Deze heet 'TASTE' en kwam uit op 25 oktober 2024, vergezeld door een pop-up store, inclusief met shop en mini-expo, en een exclusief concert georganiseerd door Studio Brussel om de release te vieren.

## Naam
Frontman Max Colombie zei in 2014, gevraagd naar de naam van de groep: “Ik zong vroeger altijd over de maan. De wolf, dat was dan het aardse wezen dat ’s nachts ronddwaalde en Oscar was het dagwezen. Dat zijn mijn twee entiteiten, zeg maar. Day and night. [mysterieus:] Light and dark!” Waarom juist de naam Oscar? “Oscar is een naam die ik heel graag heb - hij is poëtisch en licht”, zo Colombie. "Ik geloof dat [er] in iedereen veel spirits schuilen. Oscar en de wolf zijn er daar voor mij persoonlijk twee van. Op dit moment schuilt er een wolf in mij, maar die komt enkel op het podium naar boven. Als je daar staat, moet je sowieso in een rol kruipen. Het maakt dan niet echt uit of het iets is van jezelf. In mijn geval is het niet gespeeld, maar een stuk van mezelf dat ik uitvergroot."

## Discografie

### Albums
| Album met hitnotering(en) in de Vlaamse Ultratop 200 albums | Datum van verschijnen | Datum van binnenkomst | Hoogste positie | Aantal weken | Opmerkingen |
| ----------------------------------------------------------- | --------------------- | --------------------- | --------------- | ------------ | ----------- |
| Entity                                                      | 02-05-2014            | 03-05-2014            | 1(4wk)          | 219          | 2x Platina  |
| Infinity                                                    | 29-09-2017            | 07-10-2017            | 1(3wk)          | 115          | Goud        |
| The Shimmer                                                 | 23-10-2021            | 30-10-2021            | 1(1wk)          | 29           |             |
| TASTE                                                       | 25-10-2024            | 02-11-2024            | 2               | 15*          |             |

| Album met eventuele hitnotering(en) in de Nederlandse Album Top 100 | Datum van verschijnen | Datum van binnenkomst | Hoogste positie | Aantal weken | Opmerkingen |
| ------------------------------------------------------------------- | --------------------- | --------------------- | --------------- | ------------ | ----------- |
| Entity                                                              | 02-05-2014            | 23-08-2014            | 8               | 39           |             |
| Infinity                                                            | 29-09-2017            | 07-10-2017            | 6               | 12           |             |
| The Shimmer                                                         | 23-10-2021            | 30-10-2021            | 23              | 2            |             |
| TASTE                                                               | 25-10-2024            | 02-11-2024            | 43              | 1            |             |

### Singles
| Single met hitnotering(en) in de Vlaamse Ultratop 50 | Datum van verschijnen | Datum van binnenkomst | Hoogste positie | Aantal weken | Opmerkingen       |
| ---------------------------------------------------- | --------------------- | --------------------- | --------------- | ------------ | ----------------- |
| Orange Sky                                           | 21-05-2012            | 16-06-2012            | tip35           | -            |                   |
| Princes                                              | 10-02-2014            | 15-03-2014            | 18              | 27           | Platina           |
| Strange Entity                                       | 16-06-2014            | 19-07-2014            | 4               | 36           | Platina           |
| Undress                                              | 09-12-2014            | 13-12-2014            | tip2            | -            |                   |
| You're Mine                                          | 02-03-2015            | 14-03-2015            | 2               | 21           | met Raving George |
| Joaquim                                              | 01-06-2015            | 07-11-2015            | 39              | 1            |                   |
| Back to Black                                        | 26-10-2015            | 07-11-2015            | 3               | 14           | met Tsar B / Goud |
| The Game                                             | 29-07-2016            | 06-08-2016            | 12              | 15           |                   |
| So Real                                              | 19-05-2017            | 03-06-2017            | 34              | 2            |                   |
| Breathing                                            | 12-06-2017            | 24-06-2017            | 6               | 21           | Goud              |
| Runaway                                              | 15-09-2017            | 24-06-2017            | 17              | 20           |                   |
| Fever                                                | 20-04-2018            | 12-05-2018            | 27              | 11           |                   |
| On Fire                                              | 24-09-2018            | 07-10-2018            | 24              | 13           |                   |
| James                                                | 01-04-2021            | 10-04-2021            | 32              | 5            |                   |
| Oliver                                               | 22-07-2021            | 28-08-2021            | 47              | 1            |                   |
| Livestream                                           | 22-10-2021            | 14-11-2021            | 46              | 1            |                   |
| Warrior                                              | 17-09-2022            | 25-09-2022            | 1(2wk)          | 37           | Platina           |
| Angel Face                                           | 02-02-2024            | 10-02-2024            | 5               | 17           |                   |
| Somebody Without U                                   | 01-06-2024            | 09-06-2024            | 14              | 20           |                   |
| Spill My Liquor                                      | 04-10-2024            | 18-01-2025            | 50              | 1            |                   |

| Single met eventuele hitnotering(en) in de Nederlandse Top 40 | Datum van verschijnen | Datum van binnenkomst | Hoogste positie | Aantal weken | Opmerkingen |
| ------------------------------------------------------------- | --------------------- | --------------------- | --------------- | ------------ | ----------- |
| Angel Face                                                    | 02-02-2024            | 17-02-2024            | 27              | 12           | Alarmschijf |

## Awards & nominaties
| Jaar                         | Award                              | Categorie          | Nominatie          | Resultaat   |
| ---------------------------- | ---------------------------------- | ------------------ | ------------------ | ----------- |
| 2014                         |                                    |                    |                    |             |
| Red Bull Elektropedia Awards | Artist of the year                 | Oscar and the Wolf | 2de plaats         |             |
| Red Bull Elektropedia Awards | Beste live act                     | Oscar and the Wolf | 3de plaats         |             |
| Red Bull Elektropedia Awards | Beste doorbraak                    | Oscar and the Wolf | Gewonnen           |             |
| Red Bull Elektropedia Awards | Beste nummer                       | Princes            | 2de plaats         |             |
| Red Bull Elektropedia Awards | Beste videoclip                    | Princes            | Genomineerd        |             |
| Red Bull Elektropedia Awards | Beste album                        | Entity             | Gewonnen           |             |
| Music Industry Awards 2014   | Beste album                        | Entity             | Gewonnen           |             |
| Music Industry Awards 2014   | Beste artwork                      | Entity             | Genomineerd        |             |
| Music Industry Awards 2014   | Beste groep                        | Oscar and the Wolf | Genomineerd        |             |
| Music Industry Awards 2014   | Beste alternative                  | Oscar and the Wolf | Gewonnen           |             |
| Music Industry Awards 2014   | Beste doorbraak                    | Oscar and the Wolf | Gewonnen           |             |
| Music Industry Awards 2014   | Beste videoclip                    | Strange Entity     | Genomineerd        |             |
| 2015                         |                                    |                    |                    |             |
| Red Bull Elektropedia Awards | Artist of the year                 | Oscar and the Wolf | Gewonnen           |             |
| Red Bull Elektropedia Awards | Beste live act                     | Oscar and the Wolf | Gewonnen           |             |
| Red Bull Elektropedia Awards | Beste nummer                       | You're Mine        | Gewonnen           |             |
| Red Bull Elektropedia Awards | Beste videoclip                    | You're Mine        | 3de plaats         |             |
| Music Industry Awards 2015   | Beste solo man                     | Oscar and the Wolf | Genomineerd        |             |
| Music Industry Awards 2015   | Beste pop                          | Oscar and the Wolf | Gewonnen           |             |
| Music Industry Awards 2015   | Beste live act                     | Oscar and the Wolf | Gewonnen           |             |
| Music Industry Awards 2015   | Beste videoclip                    | You're Mine        | Genomineerd        |             |
| 2016                         |                                    |                    |                    |             |
| Ultratop Streaming Award     | Meest gestreamde Belgische artiest | Oscar and the Wolf | Gewonnen           |             |
| Red Bull Elektropedia Awards | Beste video                        | The Game           | Genomineerd        |             |
| Red Bull Elektropedia Awards | Beste live act                     | Oscar and the Wolf | Genomineerd        |             |
| Music Industry Awards 2016   | Beste live act                     | Oscar and the Wolf | Genomineerd        |             |
| 2017                         |                                    |                    |                    |             |
| Red Bull Elektropedia Awards | Artist of the year                 | Oscar and the Wolf | 2de plaats         |             |
| Red Bull Elektropedia Awards | Beste live act                     | Oscar and the Wolf | 2de plaats         |             |
| Red Bull Elektropedia Awards | Beste videoclip                    | Breathing          | Gewonnen           |             |
| Music Industry Awards 2017   | Beste album                        | Infinity           | Genomineerd        |             |
| Music Industry Awards 2017   | Beste pop                          | Oscar and the Wolf | Gewonnen           |             |
| Music Industry Awards 2017   | Beste solo man                     | Oscar and the Wolf | Gewonnen           |             |
| Music Industry Awards 2017   | Beste live act                     | Oscar and the Wolf | Gewonnen           |             |
| Music Industry Awards 2017   | Beste auteur/componist             | Oscar and the Wolf | Genomineerd        |             |
| Music Industry Awards 2017   | Beste videoclip                    | Breathing          | Genomineerd        |             |
| 2018                         |                                    |                    |                    |             |
| Red Bull Elektropedia Awards | Beste live act                     | Oscar and the Wolf | 2de plaats         |             |
| Music Industry Awards 2018   | Beste live act                     | Oscar and the Wolf | Genomineerd        |             |
| Music Industry Awards 2018   | Beste pop                          | Oscar and the Wolf | Genomineerd        |             |
| 2021                         | Music Industry Awards 2021         | Oscar and the Wolf | Beste pop          | Genomineerd |
| 2022                         | Music Industry Awards 2022         | Oscar and the Wolf | Solo man           | Genomineerd |
| 2022                         | Music Industry Awards 2022         | Oscar and the Wolf | Beste pop          | Genomineerd |
| 2022                         | Music Industry Awards 2022         | Oscar and the Wolf | Beste live act     | Genomineerd |
| 2022                         | Music Industry Awards 2022         | Beste artwork      | Afterglow          | Genomineerd |
| 2024                         | Music Industry Awards 2024         | Beste pop          | Oscar and the Wolf | Genomineerd |
| 2024                         | Music Industry Awards 2024         | Hit van het jaar   | Angel Face         | Genomineerd |
| 2024                         | Music Industry Awards 2024         | Beste album        | Taste              | Genomineerd |
| 2024                         | Music Industry Awards 2024         | Beste artwork      | Taste              | Genomineerd |
| 2024                         | Humo's Pop Poll                    | Beste album        | Taste              | Gewonnen    |